# Pratap Singh Gaekwad
Pratap Singh Gaekwad (29 giugno 1908 – 19 luglio 1968) fu l'ultimo maharaja di Baroda, regnò dal 1939 fino all'abolizione costituzionale della monarchia in India nel 1948. Dal 1948 fino alla sua deposizione nel 1951 rimase pretendente al titolo.

## Biografia

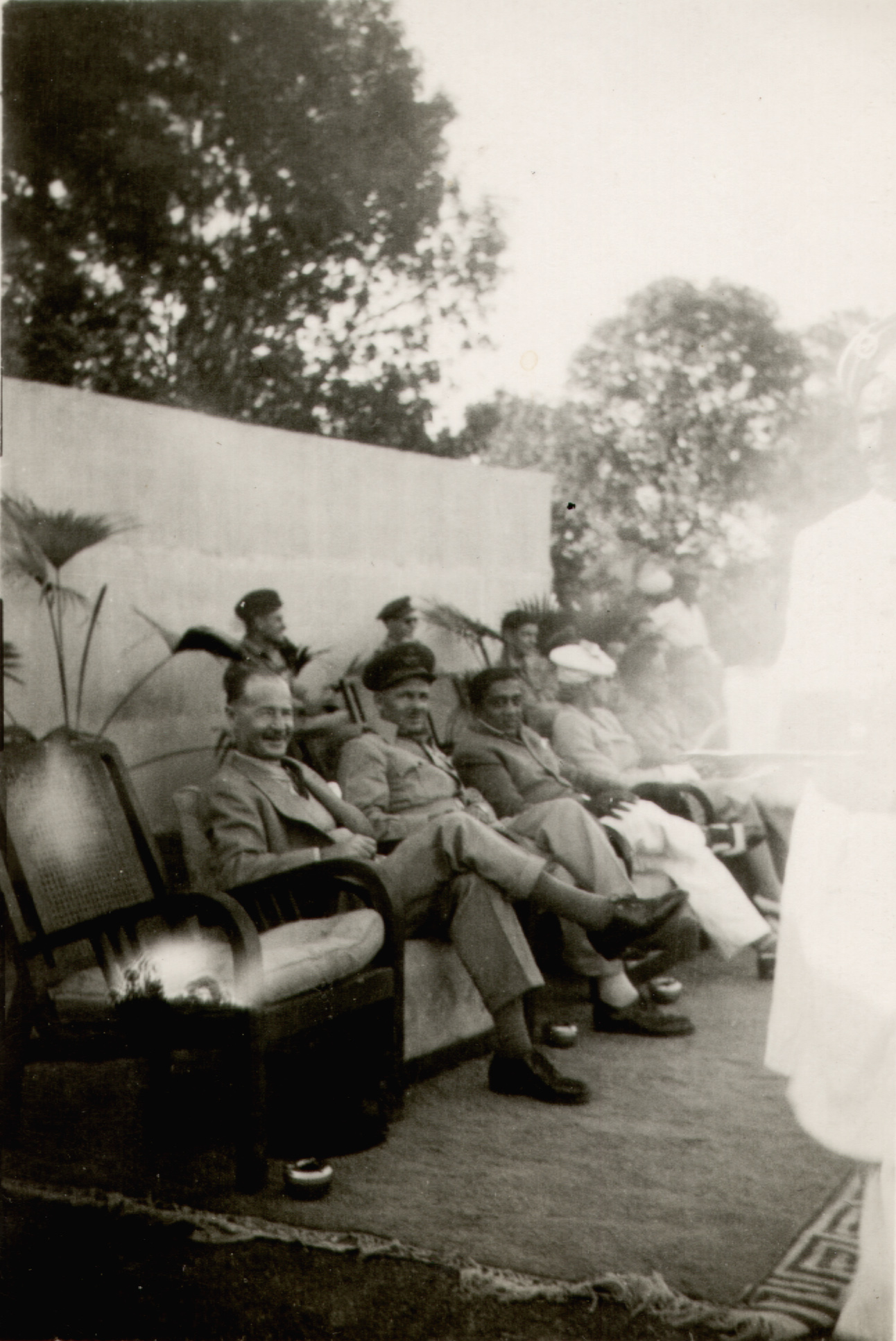
Foto scattata nel gennaio 1946 nella base RAF a Baroda. Pratap Singh Gaekwad è il terzo da sinistra.

Pratap Singh nasce il 29 giugno 1908, figlio del principe ereditario Yuvaraja Fatehsinghrao Gaekwad e della principessa Yuvarani Padmavati Bai Saheba.  Il padre, alcolista cronico, muore pochi mesi dopo la nascita del figlio probabilmente per cause legate alla sua dipendenza. Così che alla morte del nonno Sayaji Rao Gaekwad III nel 1939, Pratap Singh gli succede prendendo il titolo di Maharaja di Baroda.
Nel 1929 Pratap Singh si sposa con Akhand Soubhagyavati Maharani Shantadevi Sahib Gaekwad, figlia del Sardar di Kolhapur Meherban Shrimant Sardar Mansinhrao Subbarao Ghorpade.
Nel 1943, ad una corsa di cavalli Pratap Singh conosce l'allora ventiseienne Sita Devi di Baroda, figlia di un aristocratico indiano. Sita Devi è nota per essere una protagonista del Jet set internazionale, che per la sua vita stravagante e le sue numerose storie d'amore si guadagnò negli anni il soprannome di "Wallis Simpson indiana".
Con uno stratagemma legale i due riescono ad annullare il di lei matrimonio con Apparao Bahadur, e la coppia convola a nozze nello stesso anno. Il matrimonio fu comunque contestato, in quanto quello di Pratap Singh con la prima moglie era ancora valido, violando così la legislazione locale che vietava la bigamia.
Quando nel 1939 diviene Maharaja di Baroda, Pratap Singh eredita dal nonno un patrimonio stimato in 300 milioni di dollari dell'epoca, di cui 15 milioni solo di gioielli, diventando così uno degli otto uomini più ricchi del mondo.
Pur di non intaccare la sua fortuna, Pratap Singh inizia ad usare i soldi delle casse dello stato per le sue spese personali. Nel 1948 giunge alla stampa indiana la notizia che il Maharaja avrebbe speso 10 milioni di dollari dello stato per un viaggio di sei settimane negli Stati Uniti assieme alla sua seconda moglie. Il Dominion dell'India, appresa la notizia, commissiona una verifica sulla tesoreria di Baroda appurando così i numerosi prelievi a titolo personale di Pratap Singh. Il Maharaja si accorda infine per rimborsare lo stato dei soldi da lui prelevati, pagando rate da otto milioni di dollari l'anno.
Nel 1947 l'India ottiene l'indipendenza dalla Gran Bretagna, ed inizia così il processo di transizione verso l'unità nazionale. Con l'indipendenza, l'India ottiene anche i territori dei Maharaja, che sotto il dominio britannico erano stati indipendenti con legislazione propria. I vari Maharaja firmano nei mesi successivi un atto di annessione del loro regno alla neonata Unione Indiana.
Per Pratap Singh fu un momento molto drammatico, tanto che dopo aver firmato l'atto si mise a piangere tra le braccia di Vappala Pangunni Menon.
La monarchia viene abolita costituzionalmente nel 1948 e Pratap Singh rimane pretendente al titolo di Maharaja di Baroda.
In occasione del giubileo di diamante della sua ascesa al trono, Sayyajirao Gaekwad III aveva destinato parte delle sue proprietà terriere alla costruzione di un Università di Baroda, ma morì prima dell'inizio dei lavori.
Nel 1949 Pratap Singh decide di realizzare il progetto del nonno, e in sua memoria su quei terreni fa costruire l'Università "Maharaja Sayajirao" di Baroda.
In seguito crea anche la "Sir Sayajirao Diamond Jubilee e Memorial Trust", associazione ancora esistente che si occupa dell'istruzione delle persone più povere di Baroda.
Nel 1951 il governo indiano depone Pratap Singh e lo manda in esilio in Inghilterra, il pretendente al titolo divenne allora il suo figlio primogenito, Fatehsinhgrao Gaekwad II.
Pratap Singh muore in esilio nel 1968.

## Matrimoni e figli
Dal primo matrimonio con Akhand Soubhagyavati Maharani Shantadevi Sahib Gaekwad (1914–2002) nacquero tre figli e cinque figlie:
- Fatehsinghrao Gaekwad II, successore del padre come pretendente al titolo di Maharaja di Baroda.
- Maharajkumari Mrunalini Raje Gaekwad (25 giugno 1931-).
- Maharajkumari Premila Raje Gaekwad (17 aprile 1933-).
- Maharajkumari Sarla Raje Gaekwad (1935-).
- Maharajkumari Vasundharadevi Raje Gaekwad (4 ottobre 1936-).
- Ranjitsinhrao Gaekwad (8 maggio 1938-), successore del fratello Fatehsinhrao ed attuale pretendente al titolo di Maharaja di Baroda.
- Maharajkumari Lalitadevi Raje Gaekwad (4 dicembre 1939-). Si sposò col Dr. Kirdatt.
- Maharajkumar Sangramsinhrao Gaekwad (6 agosto 1941-). Sposò Asha Rajya Lakshmidevi (1946-), da cui ebbe un figlio e una figlia:
  - Maharajkumar Pratapsinhrao Sangramsinhrao Gaekwad (31 agosto 1970-).
  - Maharajkumari Priyadarshini Raje Sahib Gaekwad (1975-).

Dal secondo matrimonio con Sita Devi nacque un figlio:
- Maharajkumar Sayajirao Gaekwad (8 marzo 1945-8 maggio 1985)

## Onorificenze

### Posizioni militari onorarie
| Forza militare      | Unità    | Posizione         | Anno |
| ------------------- | -------- | ----------------- | ---- |
| British Indian Army | Esercito | Maggiore generale | 1946 |